# Unione Sportiva Palermo 1966-1967
Questa voce raccoglie le informazioni riguardanti l'Unione Sportiva Palermo nelle competizioni ufficiali della stagione 1966-1967.

## Stagione
Nel quarto campionato consecutivo di Serie B dal 1963, il Palermo termina con un 9º posto a metà classifica.
In Coppa Italia viene eliminato al Secondo turno dal Padova per 3-2, poi finalista del medesimo torneo.

## Rosa
Presidente: Luigi Gioia
| N. |                   | Ruolo | Calciatore         |
| -- | ----------------- | ----- | ------------------ |
|    | Italia (bandiera) | P     | Giovanni Ferretti  |
|    | Italia (bandiera) | P     | Gianvito Geotti    |
|    | Italia (bandiera) | D     | Giorgio Costantini |
|    | Italia (bandiera) | D     | Mario Villa        |
|    | Italia (bandiera) | D     | Antonio De Bellis  |
|    | Italia (bandiera) | D     | Mario Giubertoni   |
|    | Italia (bandiera) | D     | Franco Landri      |
|    | Italia (bandiera) | D     | Alfredo Moschen    |
|    | Italia (bandiera) | D     | Francesco Pagano   |
|    | Italia (bandiera) | C     | Rino Bon           |
|    | Italia (bandiera) | C     | Carlo Lancini      |

| N. |                   | Ruolo | Calciatore         |
| -- | ----------------- | ----- | ------------------ |
|    | Italia (bandiera) | C     | Giorgio Tinazzi    |
|    | Italia (bandiera) | C     | Luigi Pepa         |
|    | Italia (bandiera) | C     | Graziano Landoni   |
|    | Italia (bandiera) | C     | Ignazio Arcoleo    |
|    | Italia (bandiera) | C     | Gino Gagliardelli  |
|    | Italia (bandiera) | A     | Silvino Bercellino |
|    | Italia (bandiera) | A     | Carlo Crippa       |
|    | Italia (bandiera) | A     | Livio Ferraro      |
|    | Italia (bandiera) | A     | Mauro Nardoni      |
|    | Italia (bandiera) | A     | Michelangelo Taibi |
|    | Italia (bandiera) | A     | Gilbert Perrucconi |

## Calciomercato
| Acquisti | Acquisti           | Acquisti          | Acquisti |
| R.       | Nome               | da                | Modalità |
| -------- | ------------------ | ----------------- | -------- |
| P        | Gianvito Geotti    | Brescia           | -        |
| D        | Franco Landri      | Messina           | -        |
| D        | Mario Villa        | Reggiana          | -        |
| C        | Graziano Landoni   | Catania           | -        |
| C        | Luigi Pepa         | Anconitana        | -        |
| C        | Ignazio Arcoleo    | Juventina Palermo | -        |
| A        | Mauro Nardoni      | Roma              | -        |
| A        | Gilbert Perrucconi | Reggina           | -        |
| A        | Silvino Bercellino | Mantova           | -        |
| A        | Livio Ferraro      | Marzotto Valdagno | -        |

| Cessioni | Cessioni         | Cessioni          | Cessioni |
| R.       | Nome             | a                 | Modalità |
| -------- | ---------------- | ----------------- | -------- |
| D        | Bruno Giorgi     | Reggiana          | -        |
| D        | Giorgio Ramusani | Alessandria       | -        |
| C        | Mario Cipollato  | Varese            | -        |
| A        | Gaetano Troja    | Brescia           | -        |
| A        | Giorgio Fogar    | Reggiana          | -        |
| A        | Gino Raffin      | Sampdoria         | -        |
| A        | Luigi Ferrero    | Savona            | -        |
| A        | Sergio Bettini   | Marzotto Valdagno | -        |
| A        | Umberto Fornesi  | ?                 | -        |
| A        | Mario Casini     | Taranto           | -        |
| A        | Eros Venturelli  | ?                 | -        |
| A        | Lucio Bonanno    | ?                 | -        |

## Risultati

### Serie B

#### Girone di andata
| 11 settembre 1966 1ª giornata | Palermo | 2 – 0 | Catanzaro |  |

| 18 settembre 2ª giornata | Alessandria | 4 – 1 | Palermo |  |

| 25 settembre 3ª giornata | Verona | 0 – 0 | Palermo |  |

| 2 ottobre 4ª giornata | Palermo | 0 – 3 | Arezzo |  |

| 9 ottobre 5ª giornata | Palermo | 0 – 0 | Livorno |  |

| 16 ottobre 6ª giornata | Salernitana | 1 – 0 | Palermo |  |

| 23 ottobre 7ª giornata | Modena | 0 – 0 | Palermo |  |

| 30 ottobre 8ª giornata | Palermo | 0 – 0 | Pisa |  |

| 6 novembre 9ª giornata | Palermo | 1 – 0 | Savona |  |

| 13 novembre 10ª giornata | Reggina | 0 – 2 | Palermo |  |

| 20 novembre 11ª giornata | Palermo | 2 – 0 | Padova |  |

| 27 novembre 12ª giornata | Palermo | 0 – 0 | Varese |  |

| 11 dicembre 13ª giornata | Catania | 1 – 0 | Palermo |  |

| 18 dicembre 14ª giornata | Palermo | 0 – 1 | Sampdoria |  |

| 24 dicembre 15ª giornata | Palermo | 2 – 0 | Reggiana |  |

| 31 dicembre 16ª giornata | Genoa | 1 – 1 | Palermo |  |

| 8 gennaio 17ª giornata | Novara | 1 – 0 | Palermo |  |

| 15 gennaio 18ª giornata | Palermo | 2 – 1 | Messina |  |

| 22 gennaio 19ª giornata | Potenza | 0 – 1 | Palermo |  |

#### Girone di ritorno
| 5 febbraio 1967 20ª giornata | Catanzaro | 0 – 0 | Palermo |  |

| 12 febbraio 21ª giornata | Palermo | 0 – 0 | Alessandria |  |

| 19 febbraio 22ª giornata | Palermo | 1 – 1 | Verona |  |

| 26 febbraio 23ª giornata | Arezzo | 0 – 1 | Palermo |  |

| 5 marzo 24ª giornata | Livorno | 2 – 1 | Palermo |  |

| 12 marzo 25ª giornata | Palermo | 4 – 0 | Salernitana |  |

| 19 marzo 26ª giornata | Palermo | 2 – 2 | Modena |  |

| 26 marzo 27ª giornata | Pisa | 0 – 0 | Palermo |  |

| 9 aprile 28ª giornata | Savona | 1 – 1 | Palermo |  |

| 16 aprile 29ª giornata | Palermo | 0 – 0 | Reggina |  |

| 23 aprile 30ª giornata | Padova | 1 – 0 | Palermo |  |

| 30 aprile 31ª giornata | Varese | 2 – 1 | Palermo |  |

| 7 maggio 32ª giornata | Palermo | 0 – 1 | Catania |  |

| 14 maggio 33ª giornata | Sampdoria | 1 – 0 | Palermo |  |

| 21 maggio 34ª giornata | Reggiana | 1 – 0 | Palermo |  |

| 28 maggio 35ª giornata | Palermo | 3 – 1 | Genoa |  |

| 4 giugno 36ª giornata | Palermo | 2 – 0 | Novara |  |

| 11 giugno 37ª giornata | Messina | 0 – 0 | Palermo |  |

| 18 giugno 38ª giornata | Palermo | 4 – 0 | Potenza |  |

### Coppa Italia
| Arbitro: | De Robbio (Torre Annunziata) |

|                 |           |                           |
| Tinazzi 2’, 30’ | Marcatori | 72’ Barison 75’ Tamborini |

| Arbitro: | Caligaris (Alessandria) |

|                                  |           |                     |
| Carminati 28’, 31’ Barbolini 88’ | Marcatori | 71’, 73’ Bercellino |

## Statistiche

### Statistiche di squadra
| Competizione | Punti | In casa | In casa | In casa | In casa | In casa | In casa | In trasferta | In trasferta | In trasferta | In trasferta | In trasferta | In trasferta | Totale | Totale | Totale | Totale | Totale | Totale | DR |
| Competizione | Punti | G       | V       | N       | P       | Gf      | Gs      | G            | V            | N            | P            | Gf           | Gs           | G      | V      | N      | P      | Gf     | Gs     | DR |
| ------------ | ----- | ------- | ------- | ------- | ------- | ------- | ------- | ------------ | ------------ | ------------ | ------------ | ------------ | ------------ | ------ | ------ | ------ | ------ | ------ | ------ | -- |
| Serie B      | 38    | 19      | 9       | 7       | 3       | 25      | 10      | 19           | 3            | 7            | 9            | 9            | 16           | 38     | 12     | 14     | 12     | 34     | 26     | +8 |
| Coppa Italia |       | 1       | 0       | 1       | 0       | 2       | 2       | 1            | 0            | 0            | 1            | 2            | 3            | 2      | 0      | 1      | 1      | 4      | 5      | -1 |
| Totale       |       | 20      | 9       | 8       | 3       | 27      | 12      | 20           | 3            | 7            | 10           | 11           | 19           | 40     | 12     | 15     | 13     | 38     | 31     | +7 |

### Statistiche dei giocatori
| Giocatore       | Serie B  | Serie B | Coppa Italia | Coppa Italia | Totale   | Totale |
| Giocatore       | Presenze | Reti    | Presenze     | Reti         | Presenze | Reti   |
| --------------- | -------- | ------- | ------------ | ------------ | -------- | ------ |
| I. Arcoleo      | 4        | 0       | -            | -            | 4        | 0      |
| S. Bercellino   | 35       | 13      | 2            | 2            | 37       | 15     |
| R. Bon          | 22       | 2       | 1            | 0            | 23       | 2      |
| G. Costantini   | 34       | 0       | 2            | 0            | 36       | 0      |
| C. Crippa       | 22       | 6       | 1            | 0            | 23       | 6      |
| A. De Bellis    | 27       | 0       | -            | -            | 27       | 0      |
| L. Ferraro      | 13       | 2       | 1            | 0            | 14       | 2      |
| G. Ferretti     | 26       | -17     | 1            | 0            | 27       | -17    |
| G. Gagliardelli | 5        | 1       | -            | -            | 5        | 1      |
| G. Geotti       | 15       | -9      | 2            | -5           | 17       | -14    |
| M. Giubertoni   | 37       | 0       | 2            | 0            | 39       | 0      |
| C. Lancini      | 24       | 0       | 2            | 0            | 26       | 0      |
| G. Landoni      | 28       | 1       | 1            | 0            | 29       | 1      |
| F. Landri       | 30       | 0       | 2            | 0            | 32       | 0      |
| M. Nardoni      | 26       | 5       | 1            | 0            | 27       | 5      |
| F. Pagano       | 11       | 0       | 1            | 0            | 12       | 0      |
| L. Pepa         | 3        | 0       | 1            | 0            | 4        | 0      |
| G. Perrucconi   | 17       | 2       | -            | -            | 17       | 2      |
| M. Taibi        | 1        | 0       | 1            | 0            | 2        | 0      |
| G. Tinazzi      | 23       | 0       | 2            | 2            | 25       | 2      |
| M. Villa        | 18       | 0       | 2            | 0            | 20       | 0      |